# Hugues d'Oisy
Hugues est un prélat français  du XIIe siècle, fondateur de l'abbaye de Cantimpré.
Hugues est prévôt de Douai et  est élu évêque de Cambrai en 1198.
Il n'a reçu que les ordres mineurs. On fait savoir au pape qu'il est contrefait, et qu'ayant épousé une veuve dont il a un fils qui lui a succédé immédiatement dans la prévôté de Saint-Pierre à Douai, il ne peut canoniquement être promu à un évêché. Le pape charge les évêques de Paris et d'Arras de s'informer de la vérité de ce qu'on lui a annoncé, et défend au chapitre de Cambrai, sous peine de nullité, de procéder à l'élection d'un autre évêque, même au cas que Hugues consent à résigner volontairement. Il y a apparence que les commissaires, ayant trouvé vraies les accusations portées contre lui, le Pape casse son élection. Le chapitre, avec la permission d'Innocent, fit une nouvelle élection.

## Source
- H. Fisquet, La France pontificale, Cambrai